# افسانه لایورونا
افسانه لایورونا (انگلیسی: The Legend of La Llorona) یک فیلم ترسناک آمریکایی محصول سال ۲۰۲۲ به کارگردانی پاتریشیا هریس سیلی است. در این فیلم، آنتونیو کوپو و دنی ترخو ایفای نقش می‌کنند. این فیلم در ۷ ژانویه ۲۰۲۲ اکران شد.

## داستان
اندرو و کارلی کندل وود به همراه پسرشان دنی برای تهطیلات بیشتر از کالیفرنیا به مکزیک برای تعطیلات می‌کنند. به زودی داستان‌های کودکان گمشده همراه با افسانه شهر لا یورونا سفر آنها را در بر می‌گیرد.